# Hybopsis amnis
Hybopsis amnis är en fiskart som först beskrevs av Hubbs och Greene, 1951.  Hybopsis amnis ingår i släktet Hybopsis och familjen karpfiskar. Inga underarter finns listade i Catalogue of Life.